# Cerapachys sudanensis
Cerapachys sudanensis é uma espécie de formiga do gênero Cerapachys.